# 743
El 743 (DCCXLIII) fou un any comú començat en dimarts del calendari julià.

## Esdeveniments
- A València, Atanagild succeeix a Teodomir. Es ratifiquen les capitulacions del 713.

## Necrològiques
- Teodomir, duc visigot.